# Caxas
Caxas, también llamado por Alexander von Humboldt como Chulucanas, es un sitio arqueológico correspondiente a un centro administrativo incaico. Se ubica en un estrecho valle recorrido por el río Rey Inca. Posee múltiples espacios públicos, residenciales, públicos, administrativos, militares, palaciegos y ceremoniales. Caxas fue frecuentemente mencionado en las crónicas tempranas, puesto que fue visitado por los españoles durante su trayecto hacia Cajamarca. Sin embargo, es muy poco conocido y su estado de conservación es precario.

## Toponimia
Aunque no se sabe exactamente de dónde proviene el nombre "Caxas", una hipótesis sugiere que deriva de kasha, palabra quechua usada para designar malezas espinosas (cardonales). La denominación que Humboldt le dio, Chulucanas, proviene de una antigua hacienda vecina del mismo nombre.

## Ubicación

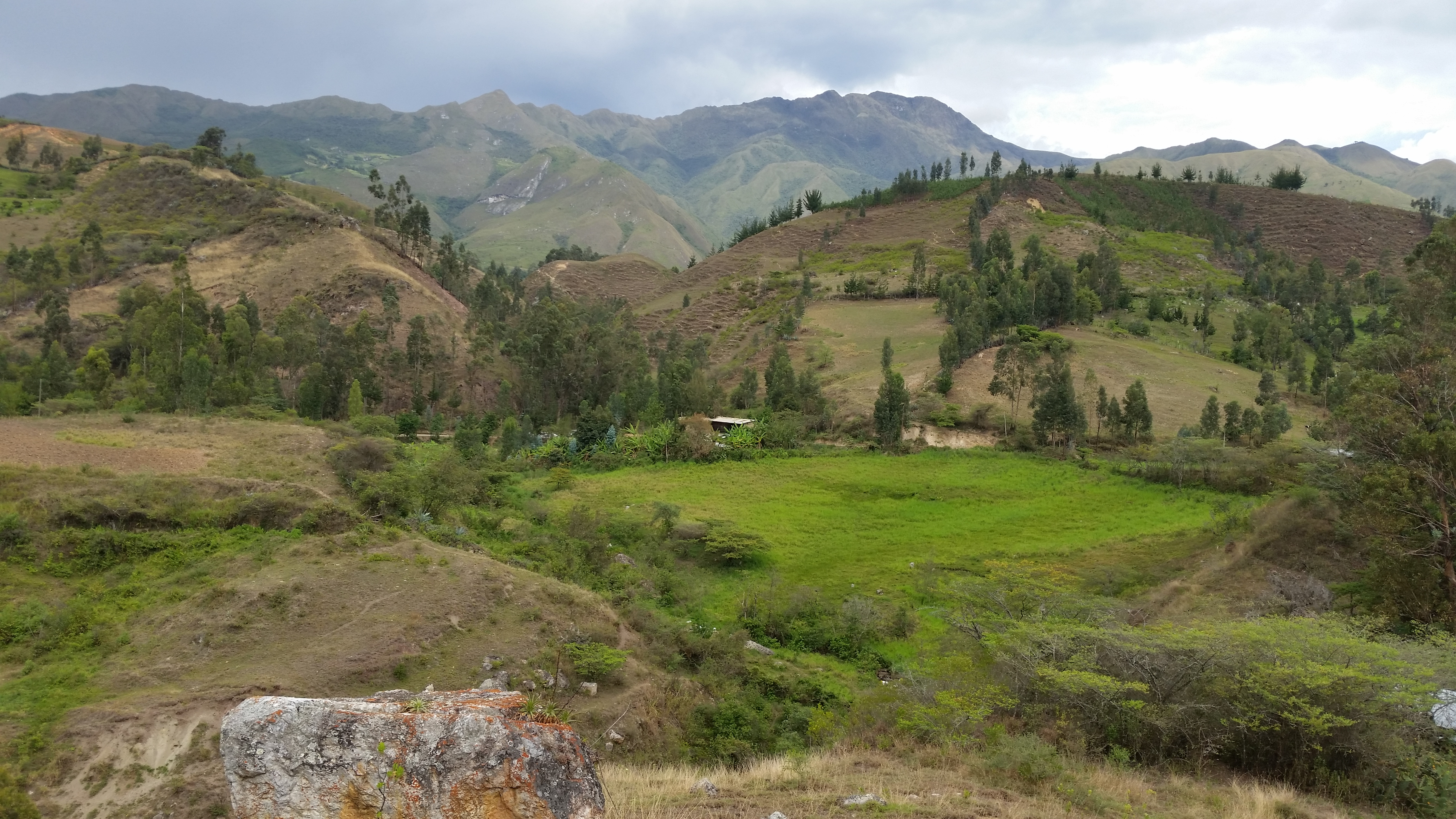
Vegetación existente en Huancabamba

Se asienta sobre un pequeño valle en las serranías de Piura, en la cuenca del río Quiroz, en ambas márgenes del río Rey Inca o Chulucanas, el cual es en realidad un arroyo. En las cercanías se encuentran pequeños caseríos, campos agrícolas, setos y pastizales. Dentro de la organización administrativa inca, estuvo encuadrado en el Chinchaysuyo.

## Cronología

### Intermedio Tardío
La región altoandina de Piura estaba habitada por los guayacundos, un grupo étnico organizado en varios curacazgos pequeños, sin una autoridad central. Según Waldemar Espinoza, la zona en la que posteriormente los incas levantarían Caxas se llamaba Coyayca o Coyayque. 

### Horizonte Tardío

#### Conquista de Guayacundo
Durante el gobierno de Pachacútec Inca Yupanqui, el ejército inca llegó a Guayacundo. Se encontraba encabezado por el entonces auqui Túpac Yupanqui, acompañado por sus capitanes Tilca Yupanqui y Auqui Yupanqui. Al principio, los incas buscaron una anexión pacífica mediante el envío de numerosos obsequios y riquezas a los curacas guayacundos. No obstante, las negociaciones resultaron infructuosas; los guayacundos rechazaron la propuesta y ambos bandos se prepararon para la guerra. 
Aunque no se conocen los movimientos de las fuerzas ni las batallas, el conflicto fue muy sangriento. La obstinada resistencia de los defensores generó que sufrieran muchos millares de bajas (según Cieza); el número exacto de muertos guayacundos es desconocido. Por otro lado, los atacantes habían sufrido 8,000 bajas (según Garcilaso). Tras 5 meses de combate, en los cuales las tropas incas avanzaron lentamente, los guayacundos se rindieron. Sus capitanes creían que era un sinsentido prolongar una guerra ya perdida. Además, arriesgarse a una derrota total acarrearía severas represalias por parte de los incas, como ejecuciones en masa. 
Túpac Yupanqui se mostró compasivo y buscó congraciarse con las élites locales. Les fueron entregadas joyas, prendas, concubinas y servidores adicionales. La estrategia tuvo éxito, convirtiendo a los guayacundos en aliados. Fueron usados como colonos para habitar y pacificar otras regiones. También fueron incorporados al ejército como espías y soldados, los cuales ocupaban guarniciones en territorios sociopolíticamente tensos. Los curacas locales continuaron en sus puestos. Incluso uno de ellos, Guagal, fue nombrado "apu". Los incas también realizaron cambios territoriales en la región. Aunque dejaron intacta la organización de ayllus guayacundos, los integraron en 3 provincias: Ayahuaca, Huancapampa y Coyayca (topónimo que se mantuvo).

#### Imperio incaico
Caxas fue fundada por Túpac Yupanqui en Coyayca poco tiempo después de su victoria en Guayacundo. Apu Guagal, quien ya regía sobre los ayllus de la Coyayca preinca, siguió gobernándolos, ahora al mando de la nueva provincia. Cuando Túpac Yupanqui ascendió al trono como inca, Apu Guagal fue enviado a Quito para servir como curaca y representante de los colonos guayacundos allí apostados. Caxas fue administrada por otros gobernadores guayacundos hasta el regreso de Apu Guagal durante el mandato de Huayna Cápac, relevando su función en Quito a su hijo Caguartanta. Bajo el gobierno de Huáscar, en Caxas residió también un gobernador provincial cusqueño.

### Guerra civil incaica
Durante la guerra civil, Caxas se encuadró en el bando cusqueño. Según Cabello de Balboa, cuando el general Atoc pasó por el norte, reclutó soldados de etnias guayacundo, palta y cañari para combatir contra las fuerzas atahualpistas. A pesar de los refuerzos huascaristas, Caxas sería finalmente tomada por los quiteños comandados por el general Quizquiz, quienes procedieron a cometer atrocidades y castigos. A algunas etnias que integraban los ejércitos atahualpistas, como cayambes, caranquis y pastos, se les concedió permiso para devastar los edificios de la ciudad. 
Caxas se convirtió en un centro administrativo y base militar quiteña, alojando una guarnición de soldados. Aunque se mantendría con el estatus de capital, los tributos recaudados ahora servirían a los atahualpistas. Dado el clima bélico, estos serían recogidos por militares, no funcionarios especializados. El control del tránsito por Caxas también se endureció. Cualquier persona que no pasase por el portazgo que se ubicaba a la entrada de la llacta e intentara colarse por otra vía, sería inmediatamente ejecutada.

### Periodo transicional y posterior
Los españoles, que habían avanzado desde las costas piuranas, llegaron a Pabur. Allí escucharon hablar por primera vez acerca de Caxas, un "pueblo grande" que se ubicaba valle arriba. Francisco Pizarro despachó a una expedición dirigida por Hernando de Soto, cuyo objetivo era arribar a Caxas, informarse sobre los ejércitos atahualpistas y su líder, realizar reconocimiento del terreno y retornar. Los demás los esperarían en el pueblo de Serrán. Según Pedro Pizarro, fue en Poechos donde los españoles se enteraron sobre una "provincia de Caxas". 
Durante el camino hacia Caxas apreciaron que el camino incaico era muy ancho, empedrado y flanqueado por canales de agua. Cada cierto tiempo avistaban un tambo. También se encontraron con algunos espías quiteños. Sin embargo, en el mismo grupo también se encontraba infiltrado otro espía. Se trataba de Cinquinchara, un noble atahualpista camuflado como guía local, cuya misión era acompañar a los españoles desde Tangarará hasta Caxas para estudiarlos y comprobar los rumores tallanes de que se trataba de "viracochas" (divinidades). Al ver que los españoles exhibían las mismas necesidades biológicas que los andinos, como comer y beber agua, y que gustaban de las mujeres, concluyó que eran simples hombres, por lo que se les podía matar. Fue entonces cuando los atahualpistas comenzaron a mostrar un trato muy despectivo y altanero ante los hispanos. Gracias a la propaganda quiteña, muchos lugareños tenían una mala imagen de los hispanos: que eran locos, crueles, haraganes y lujuriosos.
Cuando los españoles finalmente llegaron a las afueras de Caxas, se encontraron con los cuerpos de dos porteros del acllahuasi que estaban "ahorcados de los pies". Atahualpa los había ejecutado pues uno de ellos se había acostado con una aclla; lo cual era considerado una falta muy grave. También observaron recuas de camélidos. Cuando entraron a la ciudad, se toparon con un capitán que se encontraba recogiendo los tributos para las fuerzas atahualpistas. Él les contó acerca de los sucesos de la guerra civil inca: de cómo Caxas había pasado de dominio cusqueño a quiteño, de los castigos atahualpistas y de las exigencias tributarias. Soto mandó a llamar al gobernador de Caxas, el cual se quejaría ante los españoles diciendo que Atahualpa "había destruido y matado mucha gente". De los 12 mil individuos subordinados que tenía antes de la ocupación atahualpista, ahora le quedaban menos de 3 mil. También mencionó que se encontraba una guarnición quiteña, compuesta por poco más de 2,000 soldados, que había partido unos días antes por "temor a los españoles".  
Soto les comunicó que no debían temerle a Atahualpa y que acepten el vasallaje ante España. El gobernador solamente reaccionó ofreciéndole algunos pedazos de oro en bruto procedentes de minas, así como 5 acllas para que se encarguen de la comida durante su travesía. En ese momento, llega a Caxas otro capitán atahualpista, el cual se escandalizó al ver el ofrecimiento de acllas a los españoles. Según Diego de Trujillo, fueron los propios españoles quienes sacaron del acllahuasi a 500 acllas para tenerlas como concubinas. El capitán amenazó a los españoles con que no quedaría vivo ni uno de ellos si osaban desafiar a Atahualpa. Sin embargo, también traía obsequios para los españoles: 2 patos desollados y 2 maquetas de barro que representaban fortalezas. Los atahualpistas buscaban intimidar a los españoles mediante estos regalos, pues los patos simbolizaban cómo acabarían y las fortalezas directamente pretendían desmoralizarlos al conocer lo que se avecinaba si osaban insistir. 
A pesar de todo, los hombres de Soto continuaron recorriendo Caxas. En el acllahuasi, algunas mujeres seguían en sus labores, preparando chicha y prendas para las tropas atahualpistas. Había unos pocos guardias masculinos que supervisaban la instalación. Existían también depósitos en los cuales hallaron maíz, calzado, panes de sal, lanas y ropas finas; todo igualmente destinado al ejército. Según Cieza, antes de que los españoles se retiren de Caxas, ocurrió un incidente. Un grupo de habitantes interceptó a los españoles con el objetivo de apresarlos con sogas. Esto causó una respuesta violenta entre los españoles, quienes mataron a espadazos a algunos, capturaron a otros y saquearon Caxas. Producto de la refriega, un español llamado Ximenes resultó herido. 
Tras dejar Caxas, Soto continuó hasta Huancabamba. Posteriormente retornó a donde estaba Pizarro. En la comitiva de vuelta se encontraba también el capitán atahualpista que los había amenazado, ya que fue convencido por Soto de acompañarlos a Serrán. Una vez allí, les mostraría a los demás españoles los mismos regalos que en Caxas, después de lo cual se iría con mensajes y presentes proporcionados por el propio Pizarro. 
A partir de estos eventos, Caxas pierde notoriedad en las crónicas. Las 3 provincia incas fueron convertidas en encomiendas españolas, con la excepción de que a la cabeza se encontraba un encomendero, no un curaca local. Se encontraban sujetas a la española San Miguel de Tangarará. Posteriormente se alteraría la vigente configuración en nuevas encomiendas, fragmentado el orden político existente. En 1548, cuando Cieza visitó el lugar, notó que Caxas ya estaba muy deteriorada; prácticamente reducida a ruinas. Con la instauración de la política de "pueblo de indios" durante el gobierno de Toledo, ya en el Virreinato del Perú, se creó el repartimiento de Serrán, sepultando Caxas en el olvido. Incluso el nombre dejó de ser usado. Entre 1572 y 1574, toda la población de lo que alguna vez fueron Coyayca, Ayabaca y Huancabamba sumaba solo 3300 individuos. 
En 1802, más de dos siglos después del abandono de Caxas, Alexander von Humboldt visitó el yacimiento y se admiró ante los vestigios de la otrora gran llacta incaica.

## Arquitectura
La arquitectura general de Caxas era muy ordenada y regular, por lo menos a nivel general, conforme es descrita por Humboldt:

"Las ruinas del antiguo pueblo de Chulucanas son muy importantes a causa de la extrema regularidad de las calles y del alineamiento de los edificios...El pueblo de Chulucanas estuvo, al parecer, sobre la pendiente de una colina, al borde de un pequeño río, separado de este por un muro con aberturas correspondientes a las dos calles principales. Las casas construidas de pórfido estaban distribuidas en ocho manzanas formadas por las calles que se cortan en ángulo recto..."
Alexander von Humboldt

A Caxas se accedía mediante un pequeño puente. El sector 2 está conformado por los restos de sus basamentos. Este conducía directamente al sector 1, compuesto por 2 grupos de recintos de planta rectangular. Se cree que este sector sirvió tanto para depósitos como de portazgo; aquel descrito en las crónicas españolas. La llacta en sí está conformada por muchos otros sectores, entre los cuales destacan el palacio y el acllahuasi por su estado de conservación. 

### Palacio
El palacio, también denominado como "sector 11" o "complejo con rampa", consta de un palacete construido sobre una colina. Está conformado de una única kancha (semejantes a manzanas), acompañada de dos terrazas escalonadas y una escalinata frontal de 11 metros de longitud, la cual desciende la colina hasta el llano. Posiblemente, el sector 11 fue habitado por un noble inca que cumplía la función de gobernador provincial. En las cercanías se encuentra una muralla y el sector 12: un conjunto de depósitos compuestos por 42 estructuras. 

### Acllahuasi
El acllahuasi de Caxas es su edificio emblemático, siendo fácilmente reconocible por su trazo geométrico y ordenado. Está conformado por alrededor de 6 kanchas y dos kallankas. Según Francisco de Jerez, el acllahuasi estuvo cercado por grandes y recias murallas de tapiales. Los españoles encontraron en él a acllas y mamaconas en faenas de elaboración de bebidas y confección de textiles. Aunque el acllahuasi era considerablemente grande, la cifra proporcionada por Trujillo de aproximadamente 500 acllas resulta exagerada.

## Función
Caxas, junto con Aypate y Huancabamba, fue una llacta o ciudad inca de primer orden en las serranías de la actual Piura. Sirvió como un importante centro administrativo en el cual residían autoridades, acllas y recuas. También estaba habitada por un minoritario grupo de colonos procedentes de Serrán, al mando del curaca Fango. 

### Provincia de Caxas
En las crónicas, frecuentemente aparece la denominación de "provincia de Caxas", lo que ha dado pie a la hipótesis de que Caxas fungió como capital para algún huamani (provincia). Cieza, por ejemplo, sostiene que Yabaca (Ayabaca), Guancabanba (Huancabamba) y Caxas (Coyayca) eran provincias. Waldemar Espinoza, sin embargo, defendió que se trataban de sayas (sectores), aduciendo que "provincia de Caxas" es una designación española empleada como sinónimo de "pueblo de Caxas" y "asiento de Caxas". Es decir, la denominación aplicaría para el mismo sitio arqueológico y sus inmediaciones, no para alguna entidad subestatal. Además, se sabe que Huancabamba era más grande y contenía "mejores edificios". 
Si Guayacundo fue dividido en tres sectores, aquello lo convertiría en una provincia: en la Caxas descrita por los cronistas. Sin embargo, el sentido de provincia de Caxas, imponiéndose sobre lo que alguna vez fue Guayacundo, perdería validez al tener su capital en la ciudad de Huancabamba. Complicando aún más el panorama, Espinoza añadió que la jurisdicción de Caxas llegaba hasta la costa tallán, lo cual sugiere un papel protagónico en la administración inca regional. Empero, esto significaría que la provincia de Caxas y Guayacundo no corresponden, por lo menos en gran parte, ya que Guayacundo jamás llegó a alcanzar la zona costera. Conviene recordar el apostamiento de un funcionario provincial cusqueño, un tocricoc, en Caxas. Si esta no hubiera sido el centro político, no se explica por qué el tocricoc decidió asentarse allí y no en Huancabamba. 
César Astuhuamán, estudioso de la Piura precolombina, finalmente estableció que Caxas, Huancabamba y Ayabaca fueron provincias separadas, añadiendo una cuarta: Sondor. Siendo así, Caxas se habría efectivamente consolidado como una capital provincial. De igual forma, la región del Guayacundo preincaico no correspondió exactamente con las delimitaciones a gran escala trazadas por los incas; en su lugar se crearían 4 provincias con nuevas fronteras.

## Estado actual
Las estructuras de Caxas se hallan en un precario estado de conservación. La devastación acaecida durante la guerra civil incaica infligió severos daños a las instalaciones. El crecimiento de maleza tras su abandono contribuyó igualmente con su deterioro. Durante el Perú, Caxas continuó sufriendo un inexorable deterioro. Los antiguos hacendados de Chulucuanas ocuparon una de las kanchas para construir un cementerio. Muchas piedras, algunas finamente pulidas, fueron extraídas de las ruinas por campesinos para levantar sus propias casas. Un ejemplo puntual de ello se encuentra en los muros del sector 12. Según relatos de los campesinos, también existía una torre que fue destruida por un "gringo" buscador de oro. Otra amenaza está constituida por la presencia de piscigranjas de truchas. La atención científica en Caxas es bastante pobre a pesar de su trascendencia etnohistórica. Las visitas y estudios en el sitio son escasos, mientras que las excavaciones arqueológicas han sido casi inexistentes. No resulta entonces sorprendente que Caxas sea totalmente desconocida para la mayoría de la población peruana, incluidos los lugareños.  